# Gnathia excavata
Gnathia excavata is een pissebeddensoort uit de familie van de Gnathiidae. De wetenschappelijke naam van de soort is voor het eerst geldig gepubliceerd in 2012 door Ota.